# Hohenkasten
Hohenkasten (ehemals Erhardsberg/Erhartsberg) ist ein Gemeindeteil der Gemeinde Eberfing im oberbayerischen Landkreis Weilheim-Schongau. Die Einöde liegt circa vier Kilometer südöstlich vom Eberfinger Ortskern.
Hohenkasten besteht aus dem Bauernhof (inkl. Gasthaus) samt zugehöriger Stadel, dem Biergarten, der Ortskapelle sowie einem Wohnhaus, das eine Ferienwohnung enthält. Zwischen Gasthaus und Biergarten verläuft die Kreisstraße WM 1.

## Geschichte
Die Einöde wurde 1445 gegründet als ein dem Kloster Ettal zinspflichtiger Hof. Dieser trug den Namen „Erhardsberg“ bzw. „Erhartsberg“. Im Jahr 1471 musste ihn Ettal an das Kloster Benediktbeuern abtreten. Letzteres errichtete dort 1612 ein Kastenamt, sodass die Bauern im Umkreis nicht mehr den weiteren Weg nach Benediktbeuern zurücklegen mussten. Zu diesem Zweck wurde in Erhardsberg ein großer Stadel für die Einlagerung des abgegebenen Heus und Strohs gebaut. Aufgrund seiner exponierten, hohen Lage wurde Erhardsberg fortan „Hoher Kasten“ genannt, was sich später in den heutigen Namen wandelte.
Auch heute wird noch Land- und Forstwirtschaft betrieben.

### Gastwirtschaft
Zur Zeit des Kastenamts in Erhardsberg/Hohenkasten wurde die dort bestehende Einkehr bei Fuhrleuten, Bauern und Reisenden beliebt. Begünstigt durch die Lage an der Verbindungsstraße zwischen Weilheim und Bad Tölz sowie die vorhandenen Übernachtungsmöglichkeiten für Reisende und deren Pferde wurde die Gastwirtschaft seit Ende des 15. Jahrhunderts betrieben. Heute sind Gasthaus und Biergarten von Dezember bis September an Wochenenden sowie Feiertagen geöffnet.

### Einwohnerentwicklung
| Jahr | Einwohner | Gebäude (ab 1885 nur Wohngebäude) |
| ---- | --------- | --------------------------------- |
| 1825 | 7         | 1                                 |
| 1864 | 13        | 3 + 1 Kirche                      |
| 1871 | 9         | 4                                 |
| 1885 | 9         | 2                                 |
| 1900 | 7         | 1                                 |
| 1925 | 11        | 1                                 |
| 1950 | 9         | 1                                 |
| 1970 | 7         |                                   |
| 1987 | 10        | 2                                 |

## Kapelle
Die denkmalgeschützte Hofkapelle wurde 1840 von Grund auf renoviert, das Baujahr ist nicht bekannt. Der hölzerne Dachreiter auf dem klassizistischen Putzbau mit eingezogener Apsis wurde 1845 errichtet.